# Kasperivți, Zalișciîkî
Kasperivți (în ucraineană Касперівці) este localitatea de reședință a comunei Kasperivți din raionul Zalișciîkî, regiunea Ternopil, Ucraina.

## Demografie
Componența lingvistică a localității Kasperivți
     Ucraineană (99,73%)
     Alte limbi (0,27%)
Conform recensământului din 2001, majoritatea populației localității Kasperivți era vorbitoare de ucraineană (99,73%), existând în minoritate și vorbitori de alte limbi.